# 固定相場制
固定相場制（こていそうばせい）とは、各国政府間で為替レートを固定・維持する制度。ペッグ制とも言う。
1944年に国際復興開発銀行（IBRD）と国際通貨基金（IMF）が設立され、自由貿易や資本移動の促進を目的に金1オンス=35ドルと定め、常にドルと金は交換可能とされた（ブレトン・ウッズ体制）。ここにドルを国際通貨（基軸）とするIMF体制が確立された。
1973年に先進各国は変動相場制へと移行した（ニクソン・ショック）。

## 制度運営
固定相場制を実現するためには、以下の二つの方法がある。
1. 中央銀行が要求される為替をすべて受け入れる。
2. 資金の移動を規制し、固定相場になるようにする。

2005年7月までドルに対する実質的な固定相場制を採用していた中国は2.の政策を採っていた。また、1960年代末の日本は多少の規制があったものの基本的に1の政策を採っていた。
当時の日本においては、将来的な円切り上げを見込んだドル短期資本の流入（円買い）に応えて日本銀行が円売ドル買介入をしていた。介入により固定相場制は維持できるが、市中に大量の円貨が出回る事態になる。これはティンバーゲンの定理が示すように、金融政策が為替相場の維持に用いられているため、金融政策による景気・物価の安定化が出来ない状態である。これにより金利は低下し信用創造の活発化を招くことになる。実際に、この時期列島改造ブームに乗って地価上昇を引き起こす引き金となった。
このままでは過度に景気刺激的な金融政策となるため、金利を引き上げ金融引締を行いたいと中央銀行が考えたとしよう。しかし固定相場制度の下で金利を引き上げれば、短期資本流入→円貨流出→金利低下となってしまい、金利を引き下げることは出来ない（→「固定相場制からの制約」）。これを防ぐために短期資本流入を制限すれば、金融市場は閉鎖的となり、自由な資本移動が妨げられ、国際分業による利益を得ることができなくなる。
このように、
1. 固定相場制
2. 独立した金融政策
3. 自由な資本移動

の『3つの政策』は、同時に実現することができない。3つのうち、同時に2つしか実現できないのである（→「国際金融のトリレンマ」）。
そのため、日本は固定相場制を放棄した。中国も世界貿易機関（WTO）加盟後に同じ方向へ向かいつつある。（イギリスなど一部を除く）欧州連合（EU）諸国間においては、各国の『自由な金融政策』を放棄することで、固定相場制を維持している。この固定相場制とは、他ならぬ単一通貨「ユーロ」である。

## 特徴
国際マクロ経済学で示されるように、開放経済体制の小国が固定相場制を採用した場合は、財政政策が有効で金融政策が無効になる（マンデルフレミングモデル）。

### 財政政策
閉鎖経済体制の国が国民所得を改善しようと財政支出を増加させた場合、国民所得が増加すると同時に金利が上昇する。しかし、開放経済体制の場合は、小国の金利が世界基準金利を上回るために、国際資本が小国の通貨を買うことになる。固定相場制においては、国際資本の流入は通貨高をもたらすのでなく、国内のマネーサプライの増加をもたらし金利を低下させる。この金利低下によりクラウディングアウト効果が低下し国民所得が増加する。金利は世界基準金利に一致するまで低下し、クラウディングアウト効果はなくなる。

### 金融政策
閉鎖経済体制の国が国民所得を改善しようと金融緩和を行った場合、国民所得・マネーサプライが増加すると同時に金利が低下する。さらに、開放経済体制の場合は、小国の金利が世界基準金利を下回るために、国際資本が小国の通貨を売ることになる。固定相場制においては、国際資本の流出は通貨安をもたらすのでなく、国内のマネーサプライの減少をもたらし金利を上昇させる。この金利上昇により民間投資が減少し国民所得が減少する。金利は世界基準金利に一致するまで上昇し、金融政策の効果を100%相殺する。

## 種類
- ドルペッグ制
- 通貨バスケット制
- カレンシーボード制